# Trockenborn-Wolfersdorf
Trockenborn-Wolfersdorf ist eine Gemeinde im Süden des thüringischen Saale-Holzland-Kreises und ein Teil der Verwaltungsgemeinschaft Hügelland/Täler.

## Lage
Die Gemeinde Trockenborn-Wolfersdorf liegt nordwestlich von Neustadt an der Orla, östlich von Kahla und südlich von Stadtroda an den Landesstraßen 1077 und 1111 in einem ortsumfassenden Waldgebiet auf der Ilm-Saale-Platte. Dort ist das Quellgebiet vom Schüsselbach, Grünbach, Zippenbach und dem Rotehofbach, der in die Roda bei Geisenhain fließt.

## Geschichte
1457 wurde Trockenborn und am 18. Februar 1414 Wolfersdorf erstmals urkundlich erwähnt. Die Geschichte des Ortes wurde vom Wald, Wasser und dem Wild maßgeblich beeinflusst. Der Mensch nutzte die natürlichen Quellen und baute seine Behausungen nach seinen Bedürfnissen. Beispiele sind die Häuser des Dorfes und das Jagdschloss „Fröhliche Wiederkunft“. Touristen und Erholungsuchende nutzen das Einmalige im Umland.

## Politik
Der Gemeinderat setzt sich aus acht gewählten Bürgerinnen/Bürgern zusammen. Seit der Gemeinderatswahl am 26. Mai 2019 entsendet die CDU in das Gremium fünf Vertreter (Stimmenanteil 52 %) und die Liste „Bürger für Trockenborn-Wolfdorf“ drei (48 %). Die Wahlbeteiligung lag bei 84,9 %.
Bürgermeister ist Dieter Hoog (CDU). Bei der Bürgermeisterwahl am 5. Juni 2016 erhielt er 72,3 % der gültigen Stimmen bei einer Wahlbeteiligung von 74,5 %.

## Sehenswürdigkeiten
- Jagdschloss „Fröhliche Wiederkunft“, Wolfersdorf (erbaut 1548–1551, im 19. Jahrhundert umgebaut)
- Die Grabstätte von Herzog Ernst II. von Sachsen-Altenburg (1871–1955), südlich der Straße zum Jagdschloss
- Die Jagdanlage Rieseneck und der Herzogsstuhl

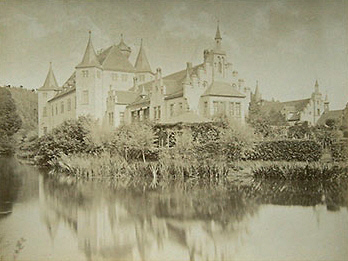
Schloss „Fröhliche Wiederkunft“ vor 1870 von Westen
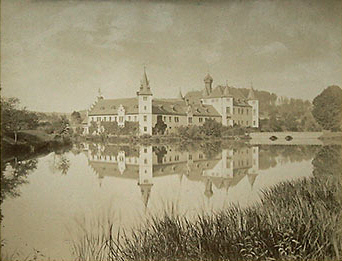
Schloss „Fröhliche Wiederkunft“ vor 1870 von Osten
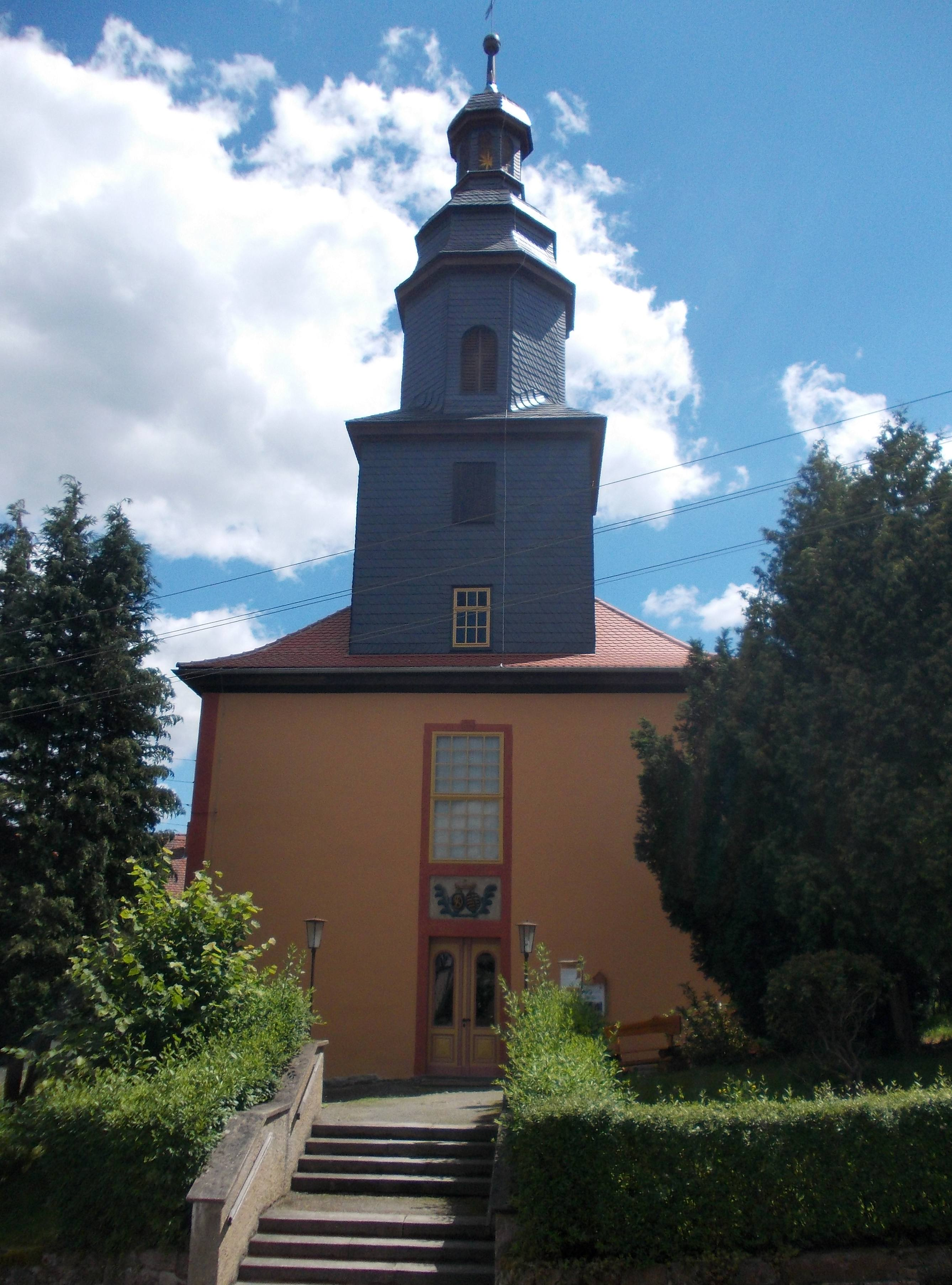
Marienkirche Trockenborn
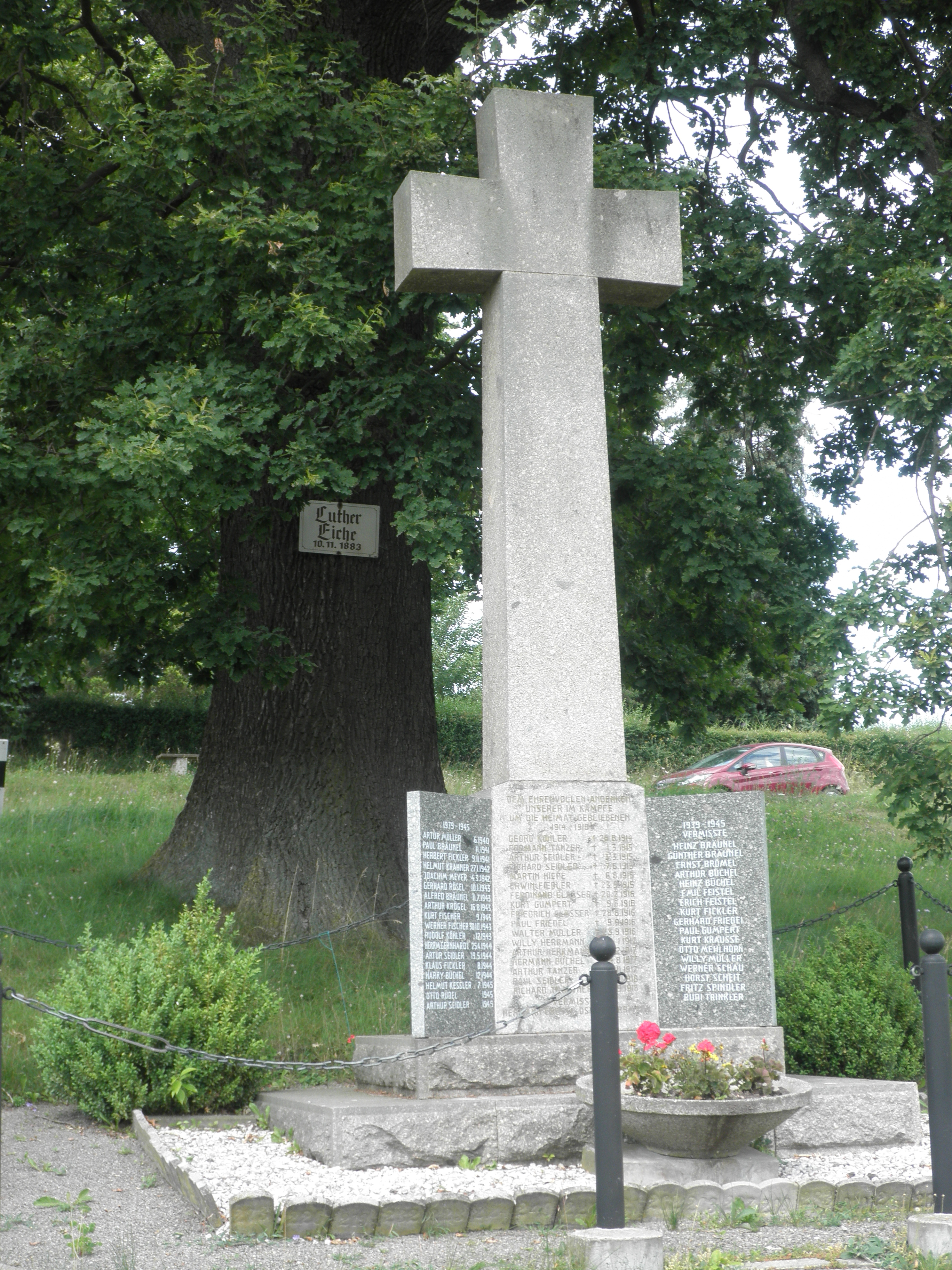
Kriegerdenkmal vor Luther-Eiche
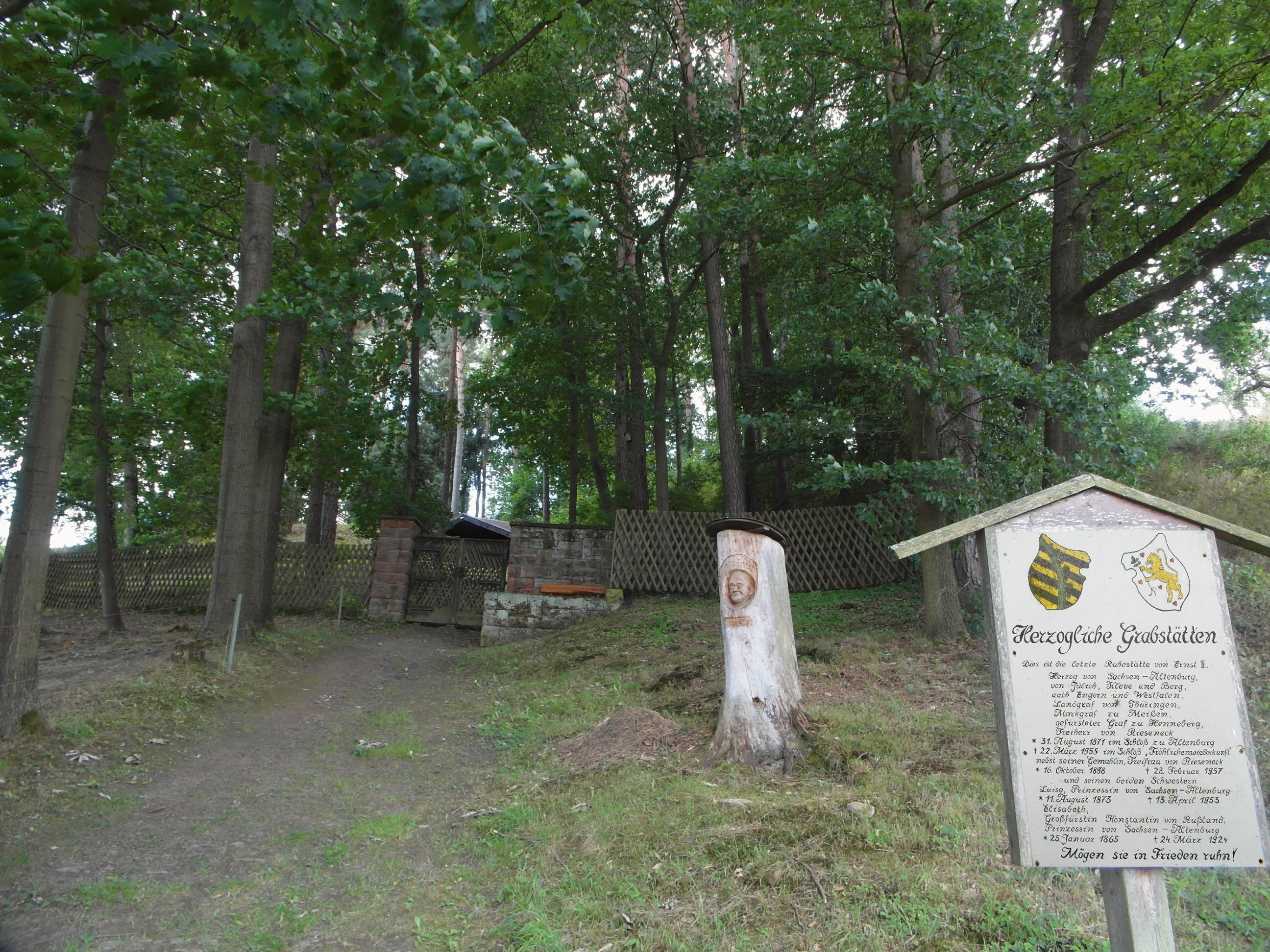
Die Herzoglichen Gräber in Trockenborn